# Charles Kessler (hockey sur glace)
Pour les articles homonymes, voir Kessler et Charles Kessler.
Charles Kessler (né le 11 janvier 1911 à Rossa, mort le 10 avril 1998 à Itingen) est un joueur professionnel suisse de hockey sur glace.
Il est le frère de Herbert Kessler.

## Carrière
Charles Kessler fait sa carrière principalement au Zürcher SC avec qui il est champion de Suisse en 1936. Il joue au CP Berne pendant les saisons 1943-1944 et 1944-1945.
Il participe avec l'équipe nationale aux Jeux olympiques de 1936 ainsi qu'aux championnats du monde de hockey sur glace 1933, 1934, 1935, 1937, 1938 et 1939.